# Мохамед Махмуд Брахім Хліл
Мохамед Махмуд Брахім Хліл (ісп. Mohamed Mahmoud Ould Brahim Khlil) (28 листопада 1964) — мавританський журналіст та дипломат, Надзвичайний і Повноважний посол Мавританії в ФРН (2014) та в Україні (з 2018) за сумісництвом.

## Життєпис
Він закінчив середню школу в Нуакшоті. Працював в Агентстві Мавританської преси (зараз Мавританське інформаційне агентство) до 1985 року, коли він приєднався до Мавританської організації радіо та телебачення (державна організація). У 1989 році він залишив свою роботу, щоб закінчити навчання в СРСР, де здобув докторський ступінь з філософії в Московському державному педагогічному інституті іноземних мов імені Мориса Тореза та з комунікацій у Міжнародній академії технології та інформації в Мінську.
У мавританській адміністрації він був радником міністра зв'язку і відносин з парламентом. У 2007 році став міністром зі зв'язків з парламентом і громадянським суспільством. У 2008 році міністром Міністерства ремесла та туризму та зв'язки з парламентом, після обрання президента Сіді Мохамеда Удда Чейя Абдаллаха. Після державного перевороту у серпні 2008 року він залишався вірним президенту, позбавленому влади військовою хунтою.
На дипломатичній службі Мавританії працював Постійним представником ЮНЕСКО; Послом в Йорданському Хашимітському королівстві; Послом в Королівстві Бельгія та Європейському Союзу, а також Постійним представником в Організації Північноатлантичного договору (НАТО), Союзі Середземномор'я, Організації по забороні хімічної зброї (ОЗХО) та Всесвітній митні організації (ВМО), Послом-нерезидентом в Королівстві Нідерландів та Великому Герцогстві Люксембург; Послом у Франції, послом-нерезидентом у Португалії та Королівства Швеції та Данії.
З 03 липня 2014 року — Надзвичайний і Повноважний Посол Мавританії в Берліні, Німеччина.
23 лютого 2018 року — вручив копії вірчих грамот Державному секретарю міністерства закордонних справ України Андрію Зайцю.
23 лютого 2018 року — вручив вірчі грамоти Президенту України Петрові Порошенку.